# دالي سبالدينغ
دالي سبالدينغ (بالإنجليزية: Dale Spalding) هو مغني وعازف جاز وملحن وموسيقي أمريكي، ولد في 16 أبريل 1949 في داوني في الولايات المتحدة.